# Liste der Landschaftsschutzgebiete im Landkreis Osnabrück
Die Liste der Landschaftsschutzgebiete im Landkreis Osnabrück enthält die Landschaftsschutzgebiete des  Landkreises Osnabrück in Niedersachsen.
| Bild           | Nummer       | Bezeichnung des Gebietes                              | Fläche in Hektar | WDPA-ID | Koordinaten | Datum der Verordnung |
| -------------- | ------------ | ----------------------------------------------------- | ---------------- | ------- | ----------- | -------------------- |
|                | LSG OS 00001 | Naturpark Nördlicher Teutoburger Wald - Wiehengebirge | 34694,50         | 323135  | Position    | 1965                 |
| weitere Bilder | LSG OS 00002 | Wald im Westerhauser Bruch                            | 3,00             | 325516  | Position    | 1954                 |
| weitere Bilder | LSG OS 00003 | Wulbergsheide                                         | 40,00            | 325945  | Position    | 1954                 |
| weitere Bilder | LSG OS 00004 | Kohlflage                                             | 3,00             | 322254  | Position    | 1954                 |
| weitere Bilder | LSG OS 00005 | Wald bei Schloß Gesmold                               | 11,00            | 325513  | Position    | 1954                 |
| weitere Bilder | LSG OS 00006 | Das Loh bei Gesmold                                   | 6,40             | 320281  | Position    | 1954                 |
| weitere Bilder | LSG OS 00007 | Grönenberg                                            | 9,00             | 321171  | Position    | 1954                 |
| weitere Bilder | LSG OS 00008 | Brucher Holz                                          | 13,00            | 320112  | Position    | 1954                 |
| weitere Bilder | LSG OS 00009 | Strothheide                                           | 21,00            | 324891  | Position    | 1954                 |
| weitere Bilder | LSG OS 00010 | Wäldchen bei Buer                                     | 3,90             | 325542  | Position    | 1954                 |
| weitere Bilder | LSG OS 00011 | Waldgebiet bei Tittingdorf                            | 15,00            | 325565  | Position    | 1954                 |
| weitere Bilder | LSG OS 00012 | Düingdorfer Berg                                      | 58,00            | 320459  | Position    | 1954                 |
| weitere Bilder | LSG OS 00013 | Limberg und Dieselkamp                                | 13,00            | 322608  | Position    | 1954                 |
| weitere Bilder | LSG OS 00016 | Riemsloher Wald                                       | 220,00           | 323888  | Position    | 1954                 |
| weitere Bilder | LSG OS 00017 | Waldgebiet in Döhren                                  | 49,40            | 325569  | Position    | 1954                 |
| weitere Bilder | LSG OS 00018 | Waldgebiet bei Neuenkirchen                           | 19,00            | 325564  | Position    | 1954                 |
| weitere Bilder | LSG OS 00019 | Warmenau-Ufer                                         | 1,00             | 325652  | Position    | 1954                 |
| weitere Bilder | LSG OS 00020 | Königsbrück                                           | 15,00            | 322269  | Position    | 1954                 |
| weitere Bilder | LSG OS 00021 | Brennenheide                                          | 21,00            | 320083  | Position    | 1954                 |
| weitere Bilder | LSG OS 00022 | Horstmanns Holz                                       | 49,00            | 321771  | Position    | 1954                 |
| weitere Bilder | LSG OS 00023 | Pferdebruch                                           | 25,00            | 323668  | Position    | 1954                 |
| weitere Bilder | LSG OS 00024 | Waldgebiet in Eickholt                                | 15,00            | 325553  | Position    | 1954                 |
| weitere Bilder | LSG OS 00025 | Waldgebiete bei Dielingdorf und Handarpe              | 32,00            | 325601  | Position    | 1954                 |
| weitere Bilder | LSG OS 00026 | Waldgebiete bei Gerden                                | 19,00            | 325602  | Position    | 1954                 |
| weitere Bilder | LSG OS 00027 | Waldgebiete um Sondermühlen                           | 241,40           | 325604  | Position    | 1954                 |
| weitere Bilder | LSG OS 00028 | Wiedebrocksheide                                      | 250,00           | 325858  | Position    | 1954                 |
| weitere Bilder | LSG OS 00029 | Waldgebiete bei Schlochtern                           | 24,00            | 325603  | Position    | 1954                 |
|                | LSG OS 00031 | Im Hamme                                              | 9,00             | 321893  | Position    | 1955                 |
|                | LSG OS 00032 | Streithorst                                           | 4,00             | 324881  | Position    | 1959                 |
|                | LSG OS 00033 | Schelenbusch                                          | 7,30             | 324135  | Position    | 1959                 |
|                | LSG OS 00034 | Staatsforst Diepholz                                  | 111,30           | 324748  | Position    | 1969                 |
|                | LSG OS 00035 | Königstannen                                          | 45,40            | 322275  | Position    | 1959                 |
|                | LSG OS 00036 | An der Tappenburg                                     | 38,50            | 319638  | Position    | 1959                 |
|                | LSG OS 00037 | Waldgebiet Hinterbruch                                | 236,00           | 325568  | Position    | 1959                 |
|                | LSG OS 00038 | Langelage                                             | 98,20            | 322499  | Position    | 1959                 |
|                | LSG OS 00039 | Meyer zu Broxten                                      | 17,40            | 322964  | Position    | 1959                 |
|                | LSG OS 00040 | Bohmter Heide                                         | 406,00           | 320016  | Position    | 1959                 |
| weitere Bilder | LSG OS 00041 | Ippenburg                                             | 48,90            | 321963  | Position    | 1959                 |
|                | LSG OS 00042 | Hünnefeld                                             | 100,00           | 321850  | Position    | 1959                 |
|                | LSG OS 00043 | Rottwald (Wald östlich der Hunte)                     | 54,00            | 323998  | Position    | 1959                 |
|                | LSG OS 00044 | Hunte zwischen Barkhausen und Wittlage                | 14,90            | 321851  | Position    | 1959                 |
|                | LSG OS 00045 | Arenshorst                                            | 83,40            | 319658  | Position    | 1959                 |
| weitere Bilder | LSG OS 00046 | Park bei Gut Vehr                                     | 5,20             | 323622  | Position    | 1950                 |
|                | LSG OS 00047 | Dümmer                                                | 9,2              | 320462  | Position    | 1981                 |
| weitere Bilder | LSG OS 00048 | Kilverbachtal                                         | 122,00           | 322121  | Position    | 1959                 |
|                | LSG OS 00049 | Teutoburger Wald                                      | 11369,90         | 329212  | Position    | 2004                 |
| weitere Bilder | LSG OS 00050 | Wiehengebirge und Nördliches Osnabrücker Hügelland    | 28839,10         | 390425  | Position    | 2009                 |